# Recherches sur la datation du Coran

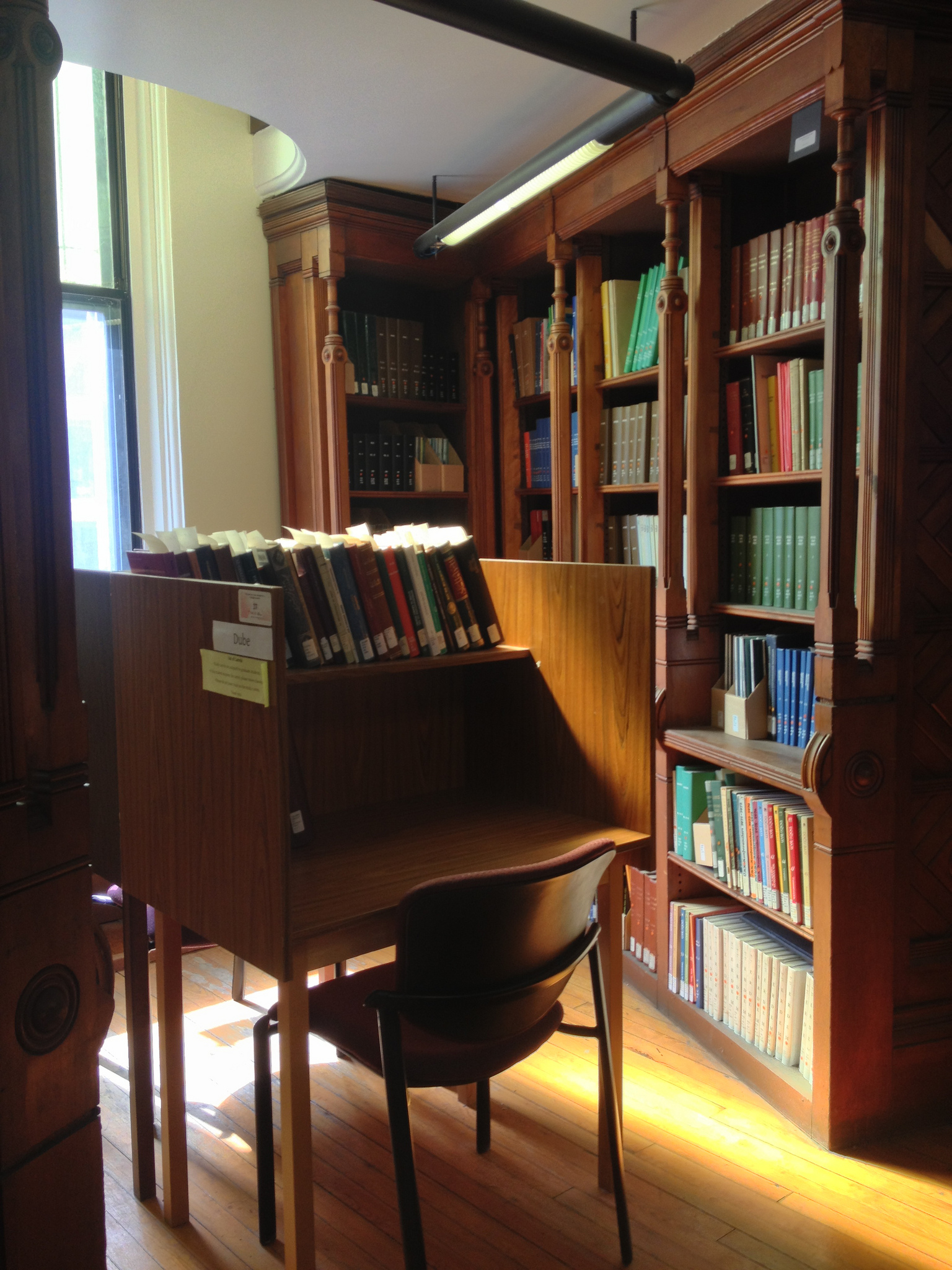
Bibliothèque d'études islamiques - Université de Mcgill.

De nombreuses recherches sur la chronologie de la rédaction du Coran ont été menées depuis le XIXe siècle. Les manuscrits anciens montrent que le rasm, squelette consonantique, du Coran a été rédigé avant l'ajout des signes diacritiques. Concernant la rédaction du rasm, les chercheurs proposent à partir d'outils multiples différentes alternatives allant d'une durée de mise à l'écrit courte à partir de l'œuvre d'un seul auteur jusqu'à un travail rédactionnel collectif et tardif.
Pour Gilliot, « Un fossé semble séparer la thèse (théologique) musulmane sur l'histoire du Coran et les hypothèses des chercheurs occidentaux. Ces derniers sont le plus souvent considérés comme des « impies » par les musulmans qui répugnent, en général, à appliquer au Coran les règles de la critique textuelle utilisées pour l'histoire des livres bibliques. Pourtant, les sources musulmanes anciennes traitant du Coran comportent de nombreuses traditions qui laissent apparaître aux yeux du chercheur critique une « autre histoire du Coran » que celle qui s'est imposée au nom de critères essentiellement théologiques ».

## Les manuscrits anciens pour dater le texte coranique?

### La datation des manuscrits
Il est possible de dater un texte grâce à la manière d'écrire les lettres et les signes diacritiques. L'étude d'un Coran ommeyade a permis de montrer que le style Hijazi est le plus ancien. Néanmoins cette méthode connaît quelques limites, car, selon Fr. Déroche, des mouvements conservateurs pouvant maintenir une méthode d'écriture plus ancienne ou une réforme peut mettre du temps à se mettre en place. Ainsi, une même datation peut faire l'objet de débat. Par exemple, le codex Parisino-petropolitanus  est daté du troisième quart du VIIe siècle par François Déroche, celui-ci considérant qu'il n'a pas été affecté par les réformes d'al-Ḥaǧǧāǧ. À l'inverse, Guillaume Dye, pour qui cette réforme reste encore obscure, pense que son format lié à une lecture publique serait lié à cette réforme. Il date donc le manuscrit du début du VIIIe siècle.

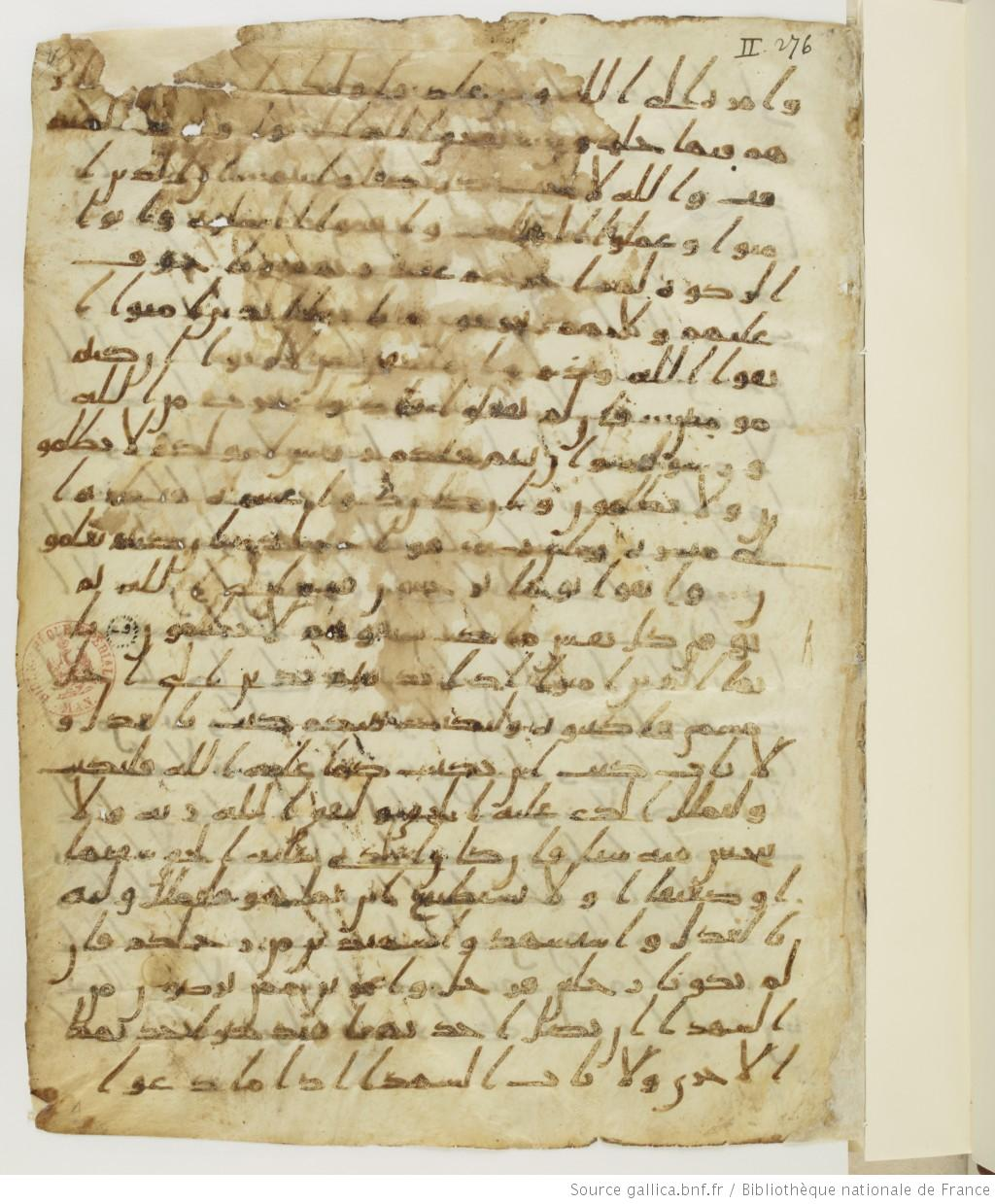
Codex Parisino-petropolitanus, 1er feuillet, style Hijazi

Pour aider à déterminer la date d'un manuscrit coranique, il est aujourd'hui possible de dater par la méthode du carbone 14 le support du texte. Les études n'étant pas menées sur l'encre, il n'est pas impossible qu'un temps long se soit passé entre la production du support et sa rédaction. Ainsi, à propos du Codex de Birmingham, Rezvan explique qu'il y a un saut de 50 à 70 entre sa fabrication et son utilisation pour la rédaction. Pour l'auteur, ces parchemins, qui ont une importante valeur financière, ont été stockés dans des monastères ou des scriptorium avant d'être capturés et utilisés après la conquête arabe.
Au-delà de cette différence datation/rédaction, Dye met en garde contre une trop grande confiance dans les datations au Carbone 14. « Il apparaît que les conditions qui légitimeraient une confiance extrême dans les datations au radiocarbone ne sont pas réunies, à l'heure actuelle, pour les manuscrits coraniques anciens. ». L'auteur cite comme exemple le « Coran de la nourrice » que l'on sait être copié en 1020 mais est daté de 871 à 986. Même la date la plus haute possède un saut de 34 ans, ce qui peut être dommageable à l'échelle des quelques dizaines d'années que forment la fin du VIIe et le début du VIIIe siècle. Les raisons de ces défauts sont encore mal connu (problème de calibration, contamination…). Ainsi, « les datations au radiocarbone des manuscrits coraniques anciens doivent être prises avec précaution, même quand elles ne donnent pas des résultats aberrants ».
|                                    | Datation du support         | Datation de la rédaction                                                                             |
| Coran de Birmingham                | Entre 568 et 645 apr. J.-C. | FD : Troisième quart du VIIe siècle (650 à 675 apr. J.-C.)                                           |
| Codex Parisino-petropolitanus      |                             | FD : Troisième quart du VIIe siècle (650 à 675 apr. J.-C.) GD : VIIIe siècle MT : 695-696 apr. J.-C. |
| M a VI 165 (Tübingen)              | Entre 649 et 675 apr. J.-C  | VIIIe siècle                                                                                         |
| Fragments de Leyde                 | Entre 650 et 715 apr. J.-C  | Entre 770 et 830 apr. J.-C                                                                           |
| Coran de Sanaa (DAM 01-27.1, inf.) | Entre 578 et 669            | Période marwanide                                                                                    |

### Pour une histoire par les manuscrits?
Pour dater la rédaction du Coran, les chercheurs se sont penchés sur les manuscrits anciens. Michael Marx qui codirige avec François Déroche et Christian Robin le projet Coranica révèle en 2014 qu'il existe entre 1500 et 2000 feuillets coraniques datant du Ier siècle de l'hégire dont un codex « quasi complet », ce qui confirme pour lui la version traditionnelle des 22 ans (610 à 632) de révélation coranique.

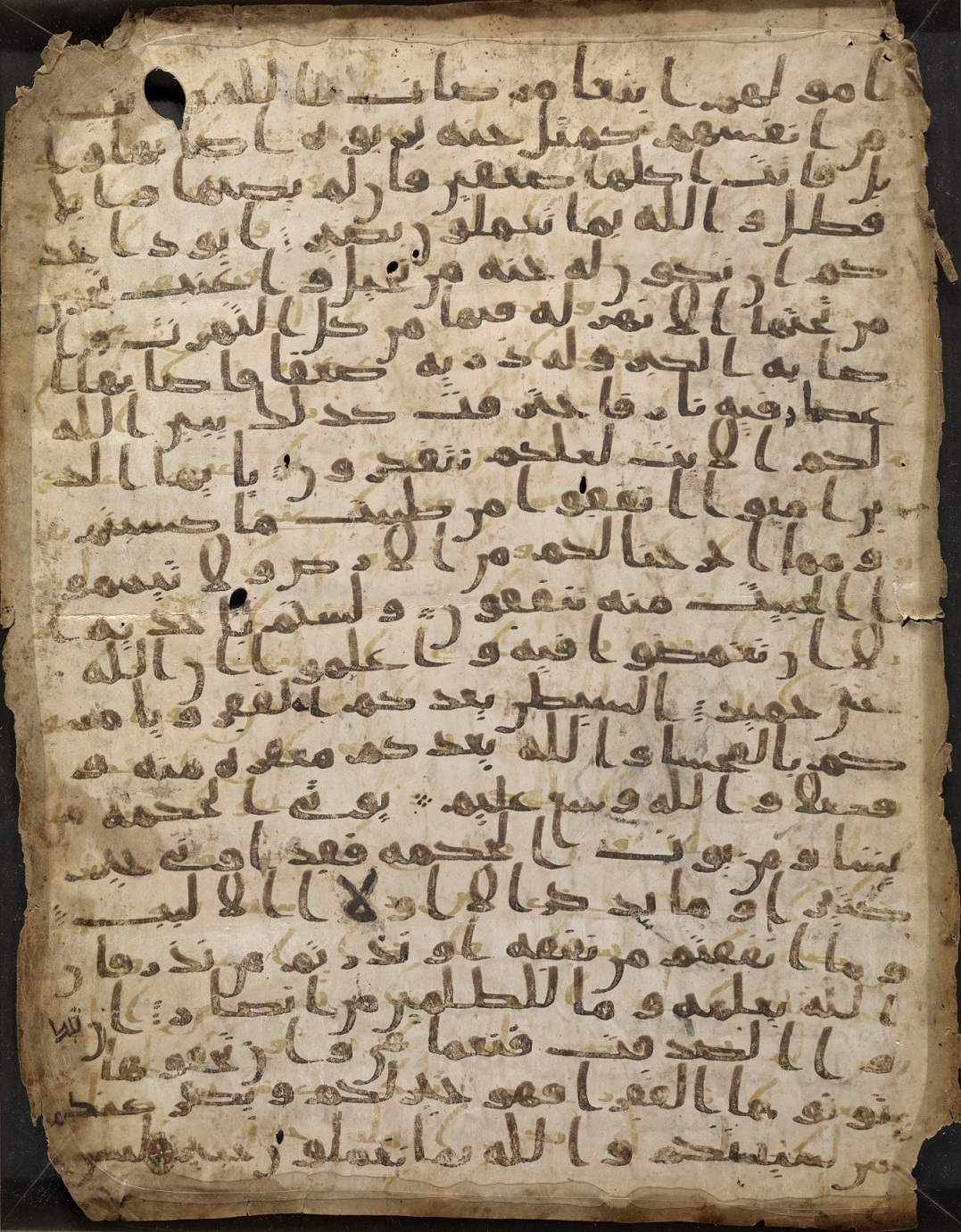
Feuillet de Sanaa, laissant transparaître un texte d'une couche inférieure effacée.

Pour François Déroche, qui défend une mise à l'écrit othmanienne, « les plus anciennes copies du Coran s'avèrent d'une importance essentielle pour nous permettre d'approcher de plus près l'histoire du texte coranique. La plupart des hypothèses récentes sur la date et les conditions de constitution de la vulgate se signalent par l'absence de prise en compte de ce que nous savons de la tradition manuscrite la plus ancienne qui offre sur plusieurs points des arguments très forts pour les écarter ». L'auteur reconnait toutefois que l'exemplaire othmanien a disparu et que le travail de mise à l'écrit à cette période ne correspond pas à la tradition musulmane puisque les manuscrits anciens montrent l'écriture d'un rasm encore défectueux. Pour François Déroche, ces manuscrits anciens « montrent un texte qui, si nous nous en tenons au rasm nu, correspond pour l'essentiel à la vulgate utmānienne. Les éléments constitutifs de cette dernière sont donc déjà présents, mais un certain nombre de points mineurs ne sont pas encore stabilisés. », ce qui contredit les récits traditionnels.
Pour l'auteur, « l'histoire de la vulgate coranique est donc à reconsidérer sur une plus longue durée. Si les bases en ont été jetées assez tôt, avant l'intervention du calife ʿUthmān, le rasm n'était pas encore stabilisé à l'époque où a été copié le Parisino-petropolitanus et ne le sera sans doute pas avant le IIe / VIIIe siècle. ». En effet, ce manuscrit contient encore des variantes au niveau du rasm « qui ne sont ni conformes à celles que reconnaît la tradition, ni réductibles à des particularités orthographiques. ». De même, pour Mohammad Ali Amir-Moezzi à propos des manuscrits de Sanaa., « En sus de quelques variantes orthographiques et lexicographiques mineures, 22 % des 926 groupes de fragments étudiés présentent un ordre de succession de sourates complètement différent de l'ordre connu ».
Au-delà même du fait que les conditions des Corans anciens ne permettent pas une confiance extrême dans ces datations, en l'état actuel de la recherche, « si l'existence de témoins manuscrits pré-marwanides [avant 684] ne peut être exclue […], elle n'est en tout cas […] absolument pas prouvée, contrairement à ce qui reste trop souvent affirmé. ». Pour Amir-Moezzi, rejoignant Gilliot, l'étude des manuscrits n'est, en effet, pas actuellement utile pour dater le texte puisque le premier Coran complet date du IXe siècle et que la datation des manuscrits de la fin du VIIe siècle ne fait aucun consensus parmi les chercheurs ».

## Datation du texte par la méthode historico-critique
Dye propose deux voies pour la recherche. Soit elle présuppose une quasi-identité entre la date des témoins matériels et de la rédaction du Coran, soit elle cherche à mettre au jour la mise en place du texte des premiers Corans n'ayant pas laissé de traces matérielles par la méthode historico-critique, incluant l'étude interne du texte de son style, de son contexte… Cette seconde approche existe depuis le XIXe siècle pour le texte coranique.
« Un des arguments les plus souvent avancés pour défendre la version traditionnelle des origines de l'islam et de l'histoire du Coran est l'argument de l'unanimité ». Dye rappelle que l'unanimité n'est pas une garantie de vérité, que les récits sur la collecte coranique sont souvent contradictoires, « que la mémoire est plastique, a fortiori dans des sociétés qui subissent des changements sociaux profonds »,. Ce travail des chercheurs implique de se séparer des récits traditionnels puisque « toute histoire du Coran qui se fonde essentiellement sur les récits de la tradition musulmane rencontre trois difficultés : les réponses qu'elle apporte ont une plausibilité très relative ; des données sont soit ignorées, soit interprétées de manière tendancieuse ; certaines questions ne sont simplement pas posées. ».

### Critique interne du texte
Plusieurs études ont essayé de mettre en valeur l'unité du texte coranique. Sans aller jusqu'à affirmer que le Coran a un seul auteur, Anne-Sylvie Boisliveau dans son étude souligne que l'aspect unifié du style du texte et de l'argumentation nous démontrerait qu'il y a un « auteur » campant sur ses positions plutôt qu'un ensemble d'« auteurs » débattant entre eux (ce qui aurait créé un style "plat"), en ce qui concerne la part quantitativement la plus importante du Coran qu'elle appelle « le discours sur le statut du texte coranique », et que le Coran aurait été composé à l'époque de Mahomet. Il en est de même pour les recherches de M. Cuypers sur la rhétorique du Coran. Néanmoins, l'un et l'autre reconnaissent que le Coran a une histoire rédactionnelle et qu'il est composite,. Ces études se disent explicitement « synchroniques », c'est-à-dire qu'elles étudient un état du texte à un moment donné, en l'état la forme finale, et non son évolution dans le temps. Les deux approches diachronique et synchronique ne sont pas contradictoire puisqu'un texte peut, pour Cuypers, être "composé et composite ».
« Mais parfois, la critique textuelle peut révéler des strates de composition qui ont été partiellement effacées par l'auteur de la version finale. ». Pour F. Déroche, « Telle qu'elle se présente dans l'édition du Caire, l'orthographe coranique est donc le résultat d'un long travail dont les différentes strates sont encore insuffisamment connues ». L'étude menée par M. Lamsiah et E.-M. Gallez sur les premiers manuscrits permet de comprendre la mise en place du texte coranique. Elle porte sur 46 versets « suspectés d'avoir subi une manipulation ». Parmi ces versets, dix sont liés au terme naṣārā. L'étude du rythme permet d'y reconnaître des ajouts tardifs. Ces ajouts seraient liés à la rupture entre les judéo-nazaréens et les arabes, ce qui aurait permis de modifier le sens de ce terme en « chrétien » et d'ainsi occulter le lien étroit entre le proto-islam et les judéo-nazaréens. D'autres sont liées au terme « Esprit-Saint » qui sera alors associé à l'ange Gabriel ou à la mise en place du dogme de l'origine divine du Coran.
L'étude interne du texte peut mettre au jour la présence de sous-textes plus anciens. Pour Dye et Zellentin, la description évangélique (de l’évangile selon saint Mathieu) du Jugement dernier est un sous-texte de la sourate 90. Zellentin rajoute aussi le texte d'Isaïe. Cette combinaison de l’évangile selon Mathieu et d'Isaïe se retrouve dans la Didascalia apostolorum. Dye rappelle que le Coran travaille comme un palimpseste « arrangeant, retravaillant des textes préexistant ». Ainsi, la « piste syro-araméenne esquissée par A. Mingana pour une reconstruction critique du Coran en amont a repris de l'actualité ces dernières années. »

### Contextes du texte
Se basant sur l'absence d'évocation des guerres civiles du début de l'islam (Fitna) et des guerres byzantino-sassanides, Sinai, reprenant la thèse de Donner, défend que le texte coranique correspond au contexte d'avant 650 et pourrait avoir été compilé sous Uthman. Pour Dye, « Shoemaker a pourtant répondu de manière très convaincante » à cette thèse, En effet, celui-ci fait un tri dans les anachronismes du texte coraniques. À l'inverse, pour Dye, certains éléments du texte coranique comme « la finalité de la prophétie (Q 33:40) » ou certains autres versets paraissent inexplicables à cette période mais appartiennent au contexte de la seconde moitié du VIIe siècle. C'est le cas en particulier de la sourate 19 composée visiblement après les conquêtes. De même, les contradictions dans le rapport aux chrétiens ne s'expliquent pas dans le seul contexte pré-othmanien. De même, « La nature de l'argumentation, le profil de l'auteur, la manière dont est conduite la polémique, indiquent que le contexte le plus plausible pour la composition de la péricope sur la famille d'Imran (sourate 3) est la Syrie-Palestine des années 650 ».
L'auteur cite un passage (Q 18:83-102) qui s'inspire d'un texte syriaque, La légende d'Alexandre, datant au plus tôt de 629-630 mais connu vraisemblablement du monde musulman qu'après les conquêtes. Les versets précédents s'inspirent d'un autre texte syriaque postérieur, la Chanson d'Alexandre. Cette sourate s'inscrit dans un contexte de débats chez les chrétiens hors Arabie entre 630/640 et la fin du VIIe siècle. Dye en tire la conclusion suivante que « le Coran n'a pas un contexte, mais plusieurs » qui vont jusqu'à l'époque marwanide.
Dye tire quatre hypothèses de cette problématique et considère que la combinaison des deux dernières est la plus plausible :
- « Première hypothèse : le Ḥiǧāz, à l'époque du Prophète, a un niveau de présence et de culture lettrée chrétiennes comparable à la Syrie-Palestine ».
- « Deuxième hypothèse : au moins en partie, la prédication du Prophète ne s'est pas déroulée dans le Ḥiǧāz, mais plus au nord. »
- « Troisième hypothèse : Si certains passages coraniques « savants » ont été rédigés à cette époque (ou plus tôt ?), ils sont dus à des rédacteurs, sans doute situés plus au nord, avec lesquels les Arabes du Ḥiǧāz entretenaient des relations. »
- « Quatrième hypothèse : il faut davantage déconnecter la rédaction du Coran de la carrière de Muḥammad, toujours plus au nord (et pas en totalité avant ‘Uṯmān)., et considérer qu'une part substantielle du Coran a été rédigée après la mort »

### Sources extérieures
Les sources extérieures montrent que le Coran ne possède pas la place primordiale que lui attribuent les traditions pour les musulmans du Ier siècle. Les traités et documents officiels du VIIe siècle possèdent ainsi parfois la basmala mais pas de citations coraniques à la différence de ceux du VIIIe siècle qui en sont parsemés. Pour Dye, le vocabulaire utilisé dans ces textes ne s'inspire pas d'un texte déjà constitué mais forme un milieu duquel émerge le Coran. Cette question fait débat.

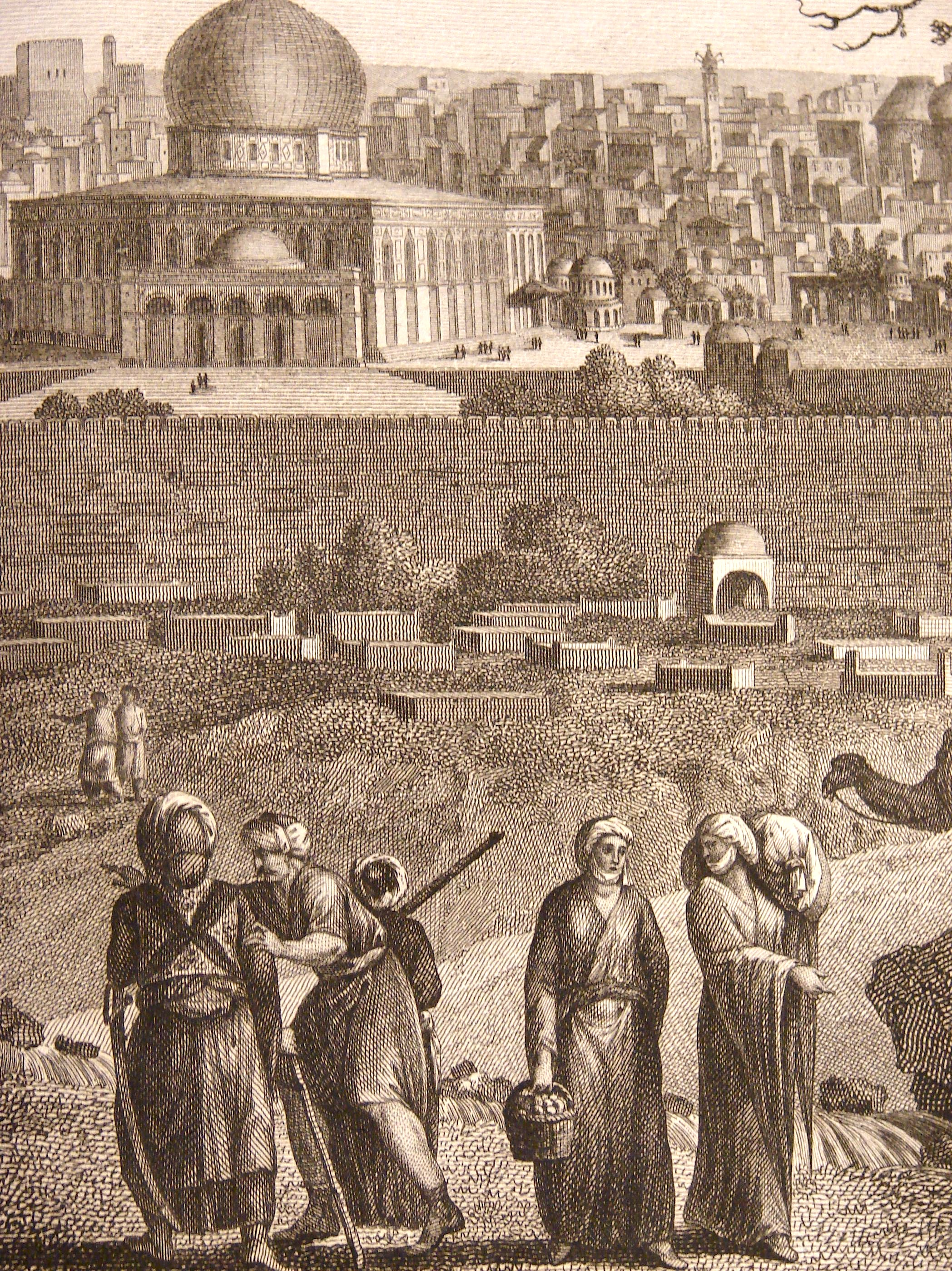
Gravure représentant le Dôme du Rocher

Les premières inscriptions coraniques montrent un certain nombre de variantes. C'est le cas du dôme du Rocher. Les deux hypothèses sont, pour la première, que ces variations sont des adaptions au contexte particulier et, pour la seconde, que le corpus coranique est encore fluide à cette époque. De même, pour F. Imbert, 75% des grafitti coraniques donnent un texte non-conforme au coran actuel.
Les premiers textes qui parlent du Coran, en plus d'en citer des versets, datent de l'époque marwanide tardive. C'est le cas de ‘Abd al-Ḥamīd al-Kātib, secrétaire des califes omeyyades Hišām b. ‘Abd al-Malik (r. 724-743) et Marwān II (r. 744-750). Cela peut être lié à l'absence de vecteur de canonisation d'un texte avant les marwanides. De même, les sources non-musulmanes, même celles s'appuyant sur des informateurs musulmans, évoquant l'islam au VIIe ne parlent pas du Coran. Cela change après le califat d'Abd al-Malik, au deuxième quart du VIIIe siècle
De même, étonnement, Joseph Schacht a montré que le Coran n'a pas servi de source au droit musulman avant une époque tardive et que celui-ci rentre parfois en contradiction avec le texte coranique. Motzki, à l'inverse, considère que certains textes du droit s'inspireraient du Coran et qu'il devrait dater d'avant 680. Pour Dye, « Cette thèse est en revanche beaucoup plus discutable ». Pour Amir-Moezzi, « Dans tous les cas étudiés, l'impression générale est que les injonctions coraniques ou celles attribuées à Mahomet ont été ignorées ou jamais mises en œuvre ».
Ces éléments prouvent, si ce n'est une rédaction récente, une canonisation tardive d'un corpus de texte par une autorité qui l'impose. Elle prend place pleinement à l'époque de ‘Abd al-Malik et al-Ḥaǧǧāǧ qui veulent le diffuser et lui donner un rôle important dans les rites et la pensée musulmanes.

### Le rôle d'al-Ḥaǧǧāǧ
« Pour beaucoup de chercheurs, le codex d'al-Ḥaǧǧāǧ n'est qu'une version améliorée du codex de ‘Uṯmān – mais cette thèse ne fait que répéter les récits de la tradition sunnite. », eux-mêmes peu clairs et enfermés dans un cadre dogmatique. Ces traditions sont nées après la canonisation du Coran lorsqu'il est devenu inconcevable qu'il ait évolué. Amir-Moezzi rappelle que le récit de l'orthodoxie majoritaire d'associer des collectes à Abu Bakr et à Uthman est un moyen de présenter un écrit ayant peu de chance d’être altéré.
Il est difficile aujourd'hui de cerner exactement les innovations d'al-Ḥaǧǧāǧ. Selon les traditions, elles sont limitées et ne toucherait que 11 mots du rasm, l'organisation du corpus, l'ajout de diacritiques… Si les premiers points ne peuvent être confirmés par les traces matérielles, le dernier est contredit par les manuscrits.
Il est, pour Dye, révélateur que les sources chrétiennes, bien que polémiques, donnent un rôle beaucoup plus important à la réforme d'al-Ḥaǧǧāǧ. Si de nombreux chercheurs suivent le récit traditionnel, Dye considère que « ces jugements me paraissent très révélateurs. Pourquoi considérer comme allant de soi que ce sont les sources chrétiennes ou chiites qui, pour des motifs polémiques, exagèrent les interventions faites par al-Ḥaǧǧāǧ, alors que l'on pourrait aussi bien dire que ce sont les sources sunnites qui, pour des motifs tout autant idéologiques, minimisent les modifications ? ». Plusieurs témoignages comme un hadith de Muslim vont dans ce sens. De même, des descriptions de Jean de Damas (début VIIIe siècle) de versets coraniques associent dans le même texte des versets qui sont, dans le Coran actuel, dans des sourates différentes.

## Un consensus possible?
Pour Dye, deux principaux modèles se dégagent : celui traditionnel d'une "collecte" précoce du texte coranique sous le calife Othmân ibn Affân, que Gilliot appelle « historiographie optimiste » à côté de celui qu'il défend d'une "rédaction" collective et progressive tout au long du VIIe siècle ayant abouti à une forme quasi-définitive sous le califat d'Abd Al-Malik (646-705).
Les courants peuvent être divisés différemment. Dans son ouvrage Revelation and Falsification, Amir-Moezzi présente tout d'abord les thèses de la date reculée (N. Abbott, Fuat Sezgin, Nicolai Sinai…) et de la date tardive (J. Wansbrough, J. Schacht, R. Blachère…). « Entre ces deux courants extrêmes se tiennent les tenants de la proposition médiane, celle d'une approche critique neutre ».
Ces auteurs soutiennent une "rédaction" longue jusqu'à la canonisation du texte lors de la réforme d'Ibn Mujâhid. A.-L. de Prémare parle de « révélation partagée » et Cl. Gilliot interroge l'idée d'un Coran comme « fruit d'un travail collectif ». Pour Van Reeth, si la rédaction du Coran commença du temps de Mahomet, « Le Coran est ainsi le produit d'un processus rédactionnel long et complexe ; il est le fruit d'un travail scribal, à partir d'un grand nombre de bribes de textes oraculaires, rassemblés et transmis par les premières générations de musulmans et que la tradition attribuait à Muḥammad ».
Amir-Moezzi remarque que les premières inscriptions coraniques et l'invention des récits traditionnels renvoient vers la période des Marwanides. « Bien que ce soit une date assez précoce, il reste encore plusieurs décennies plus tard que l'époque du troisième calife. Ces décennies ont été témoins des changements rapides des guerres civiles et des grandes et brillantes conquêtes qui ont transformé le visage de l'histoire et profondément ancré la mentalité des premiers musulmans ».
Ainsi, pour ces auteurs, plusieurs versets coraniques ont été (en accords avec certains récits traditionnels) retirés du Coran pour être rajoutés au corpus des hadiths,. Dye conclut que « Si certains écrits coraniques datent de l'époque du Prophète, il ne convient pas pour autant de se limiter au Ḥiǧāz du premier tiers du VIIe siècle pour comprendre l'histoire du Coran. Il y a eu une activité compositionnelle et rédactionnelle après la mort de Muḥammad. Les rédacteurs du Coran sont des auteurs (et non de simples compilateurs) qui ont pu réorganiser, réinterpréter et réécrire des textes préexistants, voire ajouter des nouvelles péricopes […] »,.
Une discontinuité dans la transmission coranique est attestée par la perplexité de commentateurs musulmans anciens devant certains passages coranique ou certaines variantes. Cela « prouve que nous avons affaire, non au produit d'une tradition orale (ininterrompue), mais aux efforts de philologues pour comprendre un rasm ambigu, sans le secours d'une tradition orale ». C'est le cas, par exemple, du terme kawthar (sourate 108) pour lequel al-Maturıdı (Xe siècle) n'était pas sûr du sens. Pour Luxenberg et Gilliot, il s'agit d'une réinterprétation du terme « persévérance ». C'est aussi le cas des lettres isolées inaugurant certaines sourates.

### L'hypercritisme – une hypothèse obsolète

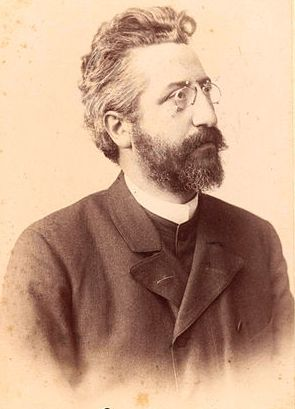
Ignaz Goldziher

La méthode hypercritique est une méthode historique partant du principe qu'il faut rejeter toutes les traditions religieuses tant qu'elles ne sont pas confirmées. Les contradictions entre les traditions, la présence de récits clairement légendaires parmi celles-ci, les récits faux historiquement sont à l'origine de ce courant.
Au XIXe siècle, Aloys Sprenger propose une datation tardive (VIIIe – IXe siècle) du texte coranique, composé de petits textes plus anciens. Cette thèse fut reprise par Ignaz Goldziher. Cette thèse fut majoritaire dans le monde de la recherche jusqu'au milieu du XXe siècle. Alors que les études coraniques avaient connu un arrêt depuis les années 1930, J. Wansbrough, dans les années 1970, fait partie des auteurs qui relancent les recherches sur les origines du Coran. S'appuyant entre autres sur le fait que le Coran n'est pas à la source du droit musulman jusqu'au IXe siècle, il rejette l'existence d'une vulgate othmanienne et fait du Coran une création d'une communauté musulmane déjà existante.
Cette datation de la fin du VIIIe siècle, voire au début du IXe siècle, est jugée trop tardive par la majorité des chercheurs, dont certains ont appelé cette orientation le courant « révisionniste ». Cette datation est aujourd'hui rejetée aussi bien par les opposants à cette méthode que par les successeurs de Wansbrough, Crone et Cook. Pour Amir-Moezzi, « Bien que les arguments de Wansbrough soient souvent convaincants et ses théories pertinentes et évocatrice, sa datation de la version finale du Coran ne semble plus tenable », en particulier, en raison des nouvelles découvertes archéologiques et codicologiques.